# Antennenwelse
Die Antennenwelse (Pimelodidae) sind in den Flüssen Mittel- und Südamerikas, vom äußersten Süden Mexikos bis in den Norden Argentiniens und auf Inseln der Karibik heimisch. Mit über 110 Arten in über 30 Gattungen sind sie eine sehr artenreiche Welsfamilie.

## Merkmale
Namensgebend für die Familie sind drei Paare langer dünner Barteln, von denen die Oberkieferbarteln am längsten sind und über die Schwanzflosse hinausragen können. In der Regel werden sie nach vorne gestreckt. Der Kopf ist groß und kann stark abgeplattet sein. Er ist bei vielen Arten nur von einer sehr dünnen Haut bedeckt, so dass die Schädelknochen gut zu sehen sind. Das Maul ist endständig. Der Körper ist schuppenlos, gestreckt und oft sehr lang. Die Seitenlinie ist meist vollständig, gerade oder leicht gebogen. Die kleinste Art Megalonema pauciradiatum wird nur 3,8 Zentimeter groß, während Brachyplatystoma filamentosum eine Länge von 3,6 Metern erreicht. Die Rückenflosse sitzt relativ weit vorne. Sie und die Brustflossen weisen in den meisten Fällen einen Flossenstachel auf. Die Schwanzflosse ist meist tief gegabelt, manchmal mit ausgezogenen Spitzen, oder abgerundet. Die Fettflosse ist gut entwickelt, oft sehr groß und bei wenigen Arten mit der Schwanzflosse verbunden.

## Lebensweise
Antennenwelse besiedeln große Ströme, Urwaldseen und Bäche. Besonders häufig sind sie in den trüben Weißwasserflüssen des Amazonasbeckens. Sie sind meist dämmerungs- und nachtaktiv. Die meisten Arten sind Einzelgänger, viele leben aber auch in kleinen Gruppen. Antennenwelse ernähren sich von Fischen, Krebstieren und anderen Wirbellosen. Große Arten können auch kleinere Säuger bis zur Größe eines Affen erbeuten. Einige Arten fressen auch Früchte. Die Fortpflanzung ist weitgehend unbekannt. Viele Arten unternehmen Laichwanderungen.

## Äußere Systematik
Die Antennenwelse bilden mit den Großmaul-Antennenwelsen (Pseudopimelodidae), den Heptapteridae und der keiner Familie zugeordneten Art Conorhynchos conirostris die Überfamilie Pimelodoidea.

## Innere Systematik
Es gibt etwa 110 Arten, die etwa 30 Gattungen zugeordnet werden.
- Gattung Steindachneridion
  - Steindachneridion amblyurum (Eigenmann & Eigenmann, 1888)
  - Steindachneridion doceanum (Eigenmann & Eigenmann, 1889)
  - Steindachneridion melanodermatum Garavello, 2005
  - Steindachneridion scriptum (Miranda Ribeiro, 1918)
  - Steindachneridion parahybae (Steindachner, 1877)
  - Steindachneridion punctatum (Miranda Ribeiro, 1918)

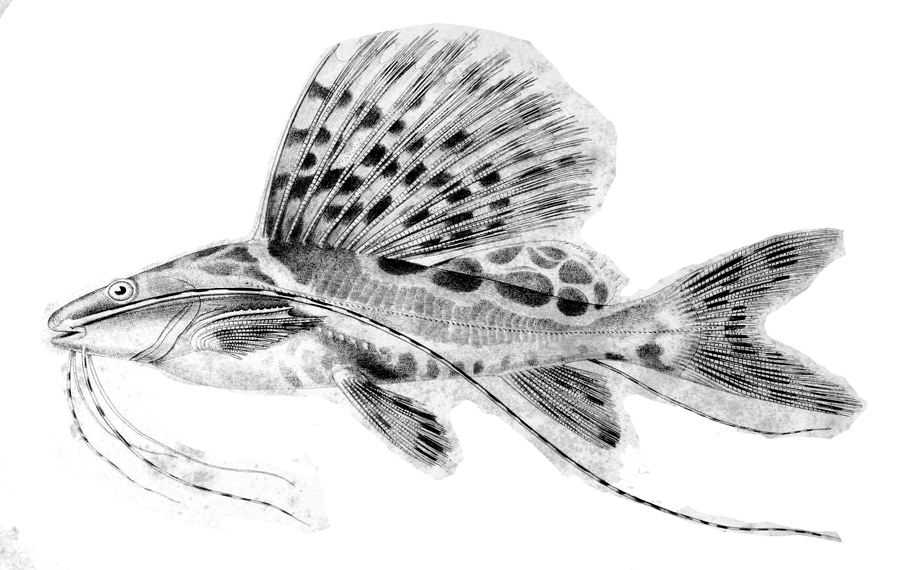
Segelantennenwels (Leiarius pictus)

- Phractocephalus-Leiarius-GruppeSegelantennenwels (Leiarius pictus)
  - Gattung Leiarius
    - Leiarius arekaima (Jardine, 1841)
    - Leiarius longibarbis (Castelnau, 1855)
    - Leiarius marmoratus (Gill, 1870)

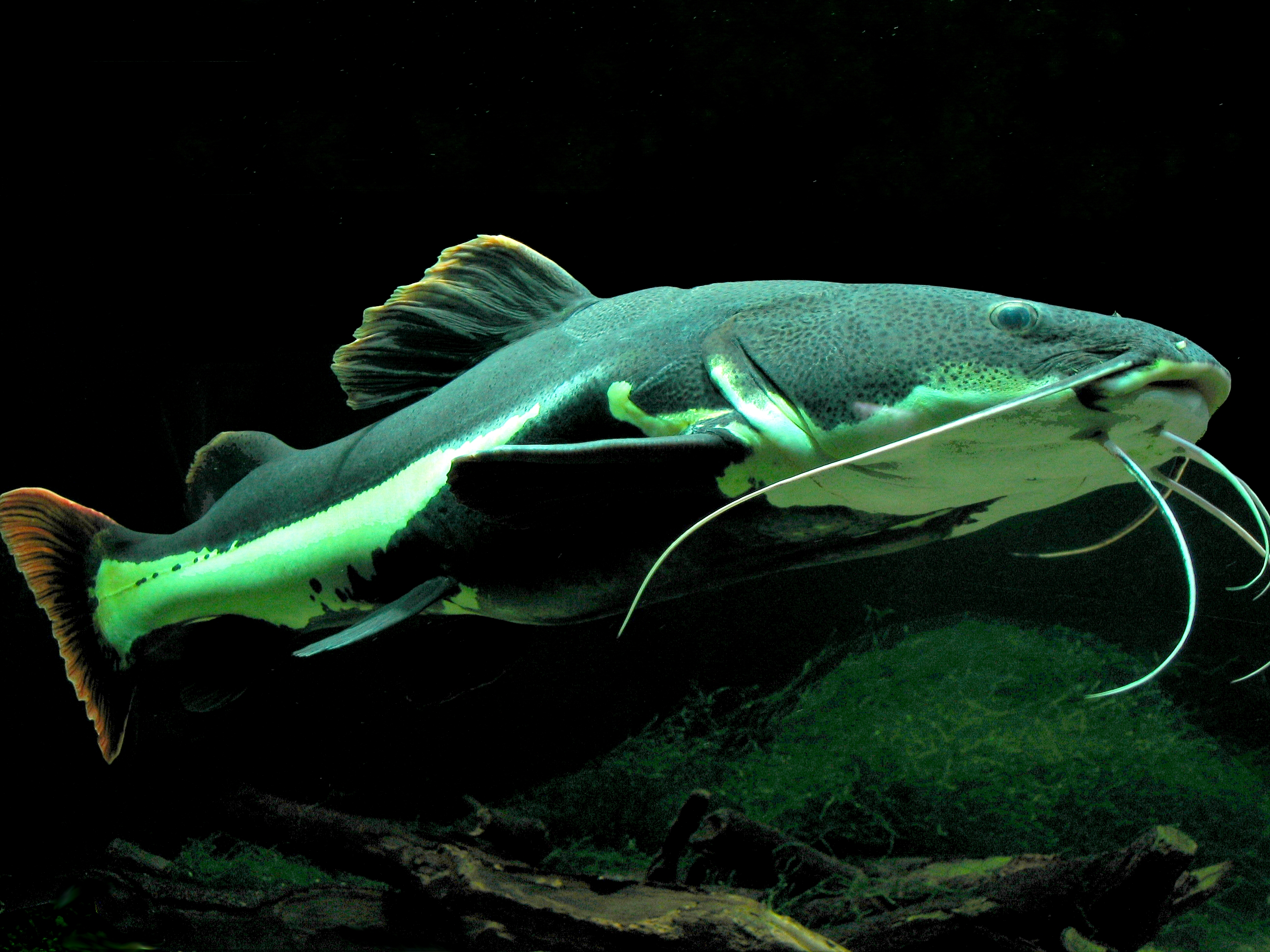
Rotflossen-Antennenwels (Phractocephalus hemioliopterus)

    - Segelantennenwels (Leiarius pictus (Müller & Troschel, 1849))Rotflossen-Antennenwels (Phractocephalus hemioliopterus)

  - Gattung Phractocephalus
    - Rotflossen-Antennenwels (Phractocephalus hemioliopterus Bloch & Schneider, 1801)
- Calophysus-Gruppe
  - Gattung Aguarunichthys
    - Aguarunichthys inpai Zuanon, Rapp Py-Daniel & Jégu, 1993
    - Aguarunichthys tocantinsensis Zuanon, Rapp Py-Daniel & Jégu, 1993
    - Aguarunichthys torosus Stewart, 1986Calophysus macropterus

  - Gattung Calophysus

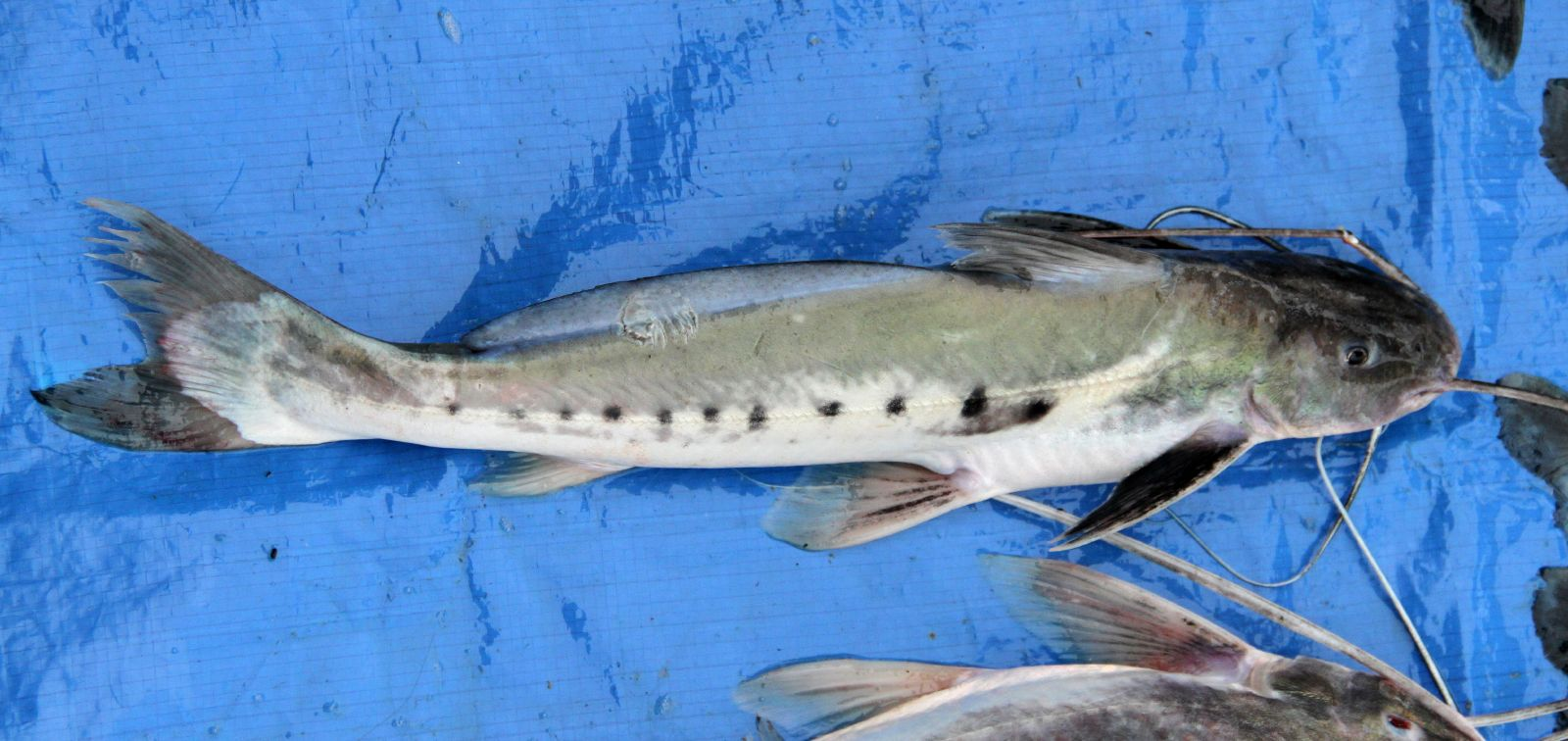
Calophysus macropterus

    - Calophysus macropterus (Lichtenstein, 1819)Luciopimelodus pati

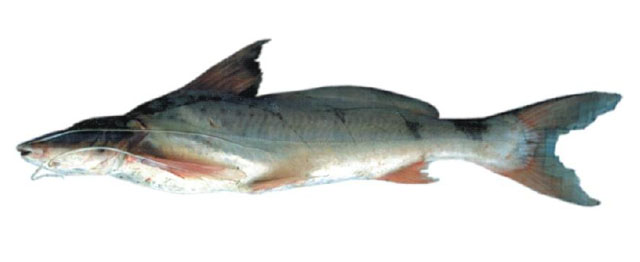
Luciopimelodus pati

  - Gattung Luciopimelodus
    - Luciopimelodus pati (Valenciennes, 1835)

  - Gattung Pimelodina
    - Pimelodina flavipinnis Steindachner, 1877Pinirampus pirinampu

  - Gattung Pinirampus

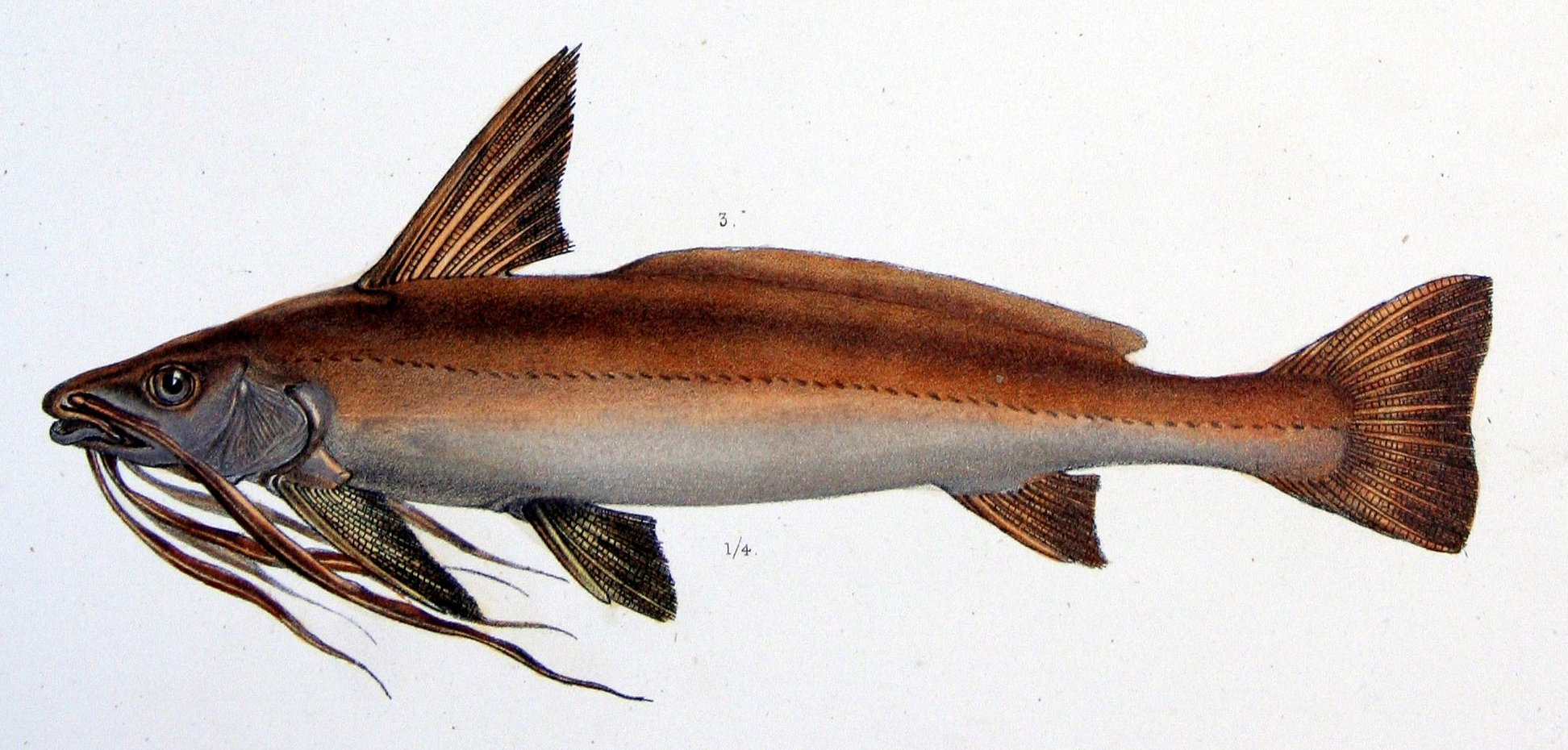
Pinirampus pirinampu

    - Zander-Antennenwels (Pinirampus pirinampu) (Spix & Agassiz, 1829)
- Pimelodus-Gruppe
  - Gattung Bagropsis
    - Bagropsis reinhardti Lütken, 1874

  - Gattung Bergiaria
    - Bergiaria platana (Steindachner, 1908)
    -  Bergiaria westermanni (Lütken, 1874)

  - Gattung Cheirocerus
    - Cheirocerus abuelo (Schultz, 1944)
    - Cheirocerus eques Eigenmann, 1917
    - Cheirocerus goeldii (Steindachner, 1908)

  - Gattung Duopalatinus
    - Duopalatinus emarginatus (Valenciennes, 1840)
    - Duopalatinus peruanus Eigenmann & Allen, 1942

  - Gattung Exallodontus
    - Exallodontus aguanai Lundberg, Mago-Leccia & Nass, 1991Iheringichthys labrosus

  - Gattung Iheringichthys

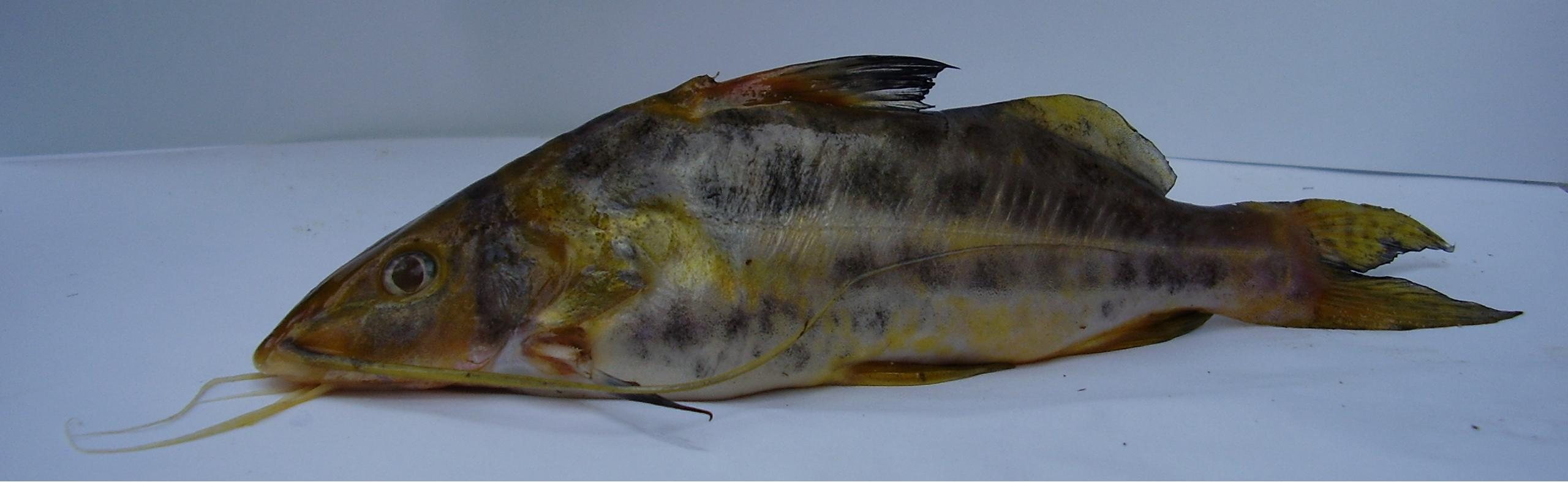
Iheringichthys labrosus

    - Iheringichthys labrosus (Lütken, 1874)
    - Iheringichthys megalops Eigenmann & Ward, 1907

  - Gattung Parapimelodus
    - Parapimelodus nigribarbis (Boulenger, 1889)
    - Parapimelodus valenciennis (Lütken, 1874)Engelantennenwels (Pimelodus pictus)

  - Gattung Pimelodus
    - Pimelodus absconditus Azpelicueta, 1995
    - Pimelodus albicans (Valenciennes, 1840)

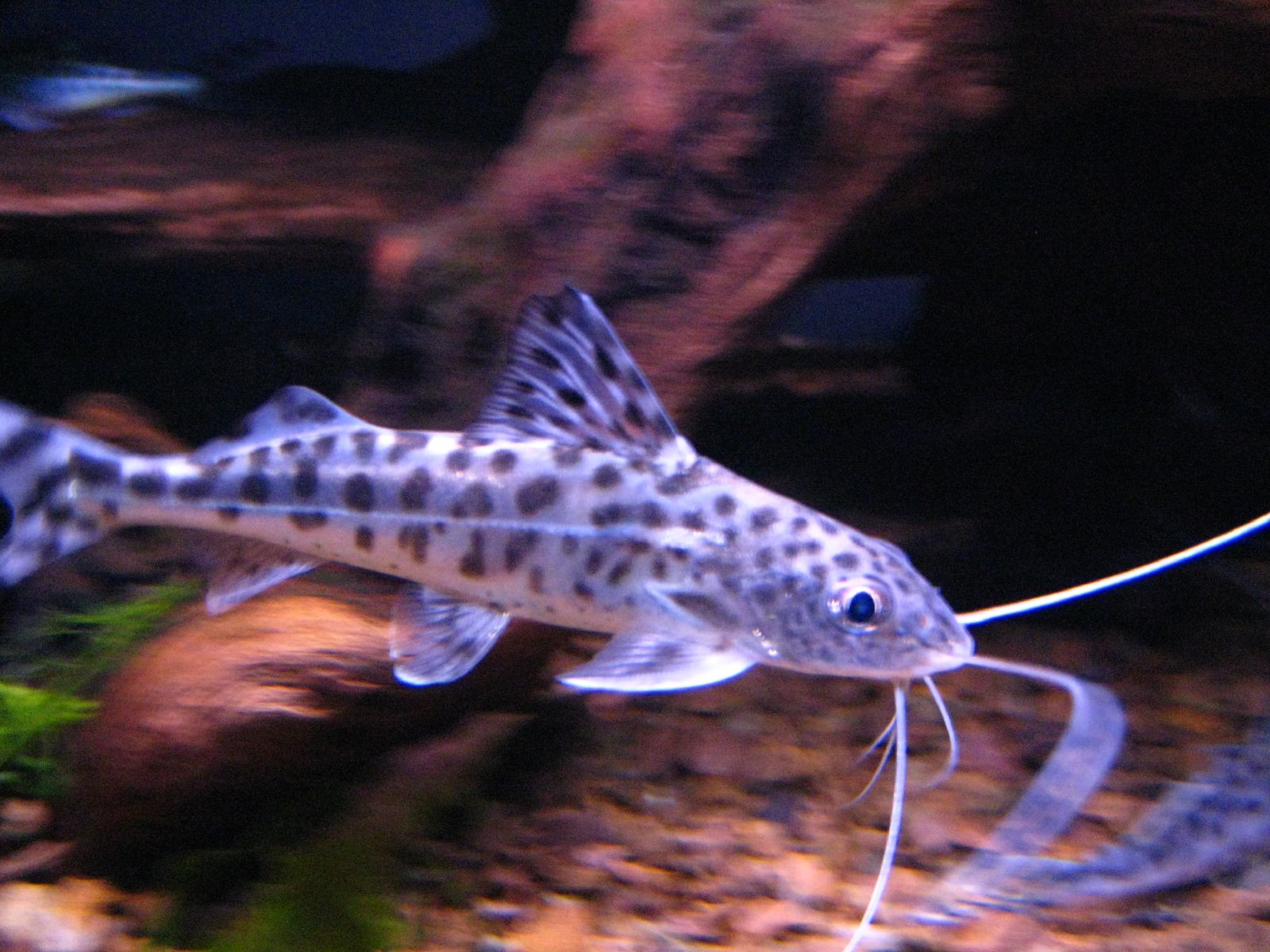
Engelantennenwels (Pimelodus pictus)

    - Pimelodus albofasciatus Mees, 1974
    - Pimelodus altissimus Eigenmann & Pearson, 1942
    - Pimelodus argenteus Perugia, 1891
    - Pimelodus atrobrunneus Vidal & Lucena, 1999
    - Pimelodus blochii Valenciennes, 1840
    - Pimelodus brevis Marini, Nichols & La Monte, 1933
    - Pimelodus britskii Garavello & Shibatta, 2007
    - Pimelodus coprophagus Schultz, 1944
    - Pimelodus fur (Lütken, 1874)
    - Pimelodus garciabarrigai Dahl, 1961
    - Pimelodus grosskopfii Steindachner, 1879
    - Pimelodus halisodous Ribeiro, Lucena & Lucinda, 2008
    - Pimelodus heraldoi Azpelicueta, 2001
    - Pimelodus jivaro Eigenmann & Pearson, 1942
    - Pimelodus joannis Ribeiro, Lucena & Lucinda, 2008
    - Pimelodus maculatus Lacepède, 1803
    - Pimelodus microstoma Steindachner, 1877
    - Pimelodus mysteriosus Azpelicueta, 1998
    - Pimelodus navarroi Schultz, 1944
    - Pimelodus ornatus Kner, 1858
    - Pimelodus ortmanni Haseman, 1911
    - Pimelodus pantaneiro Souza-Filho & Shibatta, 2007
    - Pimelodus paranaensis Britski & Langeani, 1988
    - Pimelodus parvus Boulenger, 1898
    - Engelantennenwels (Pimelodus pictus) Steindachner, 1876
    - Pimelodus pintado Azpelicueta, Lundberg & Loureiro, 2008
    - Pimelodus platicirris Borodin, 1927
    - Pimelodus pohli Ribeiro & Lucena, 2006[7]
    - Pimelodus punctatus (Meek & Hildebrand, 1913)
    - Pimelodus quadratus Ballen et al., 2016
    - Pimelodus speciosus Costa e Silva et al., 2018
    - Pimelodus stewarti Ribeiro, Lucena & Lucinda, 2008
    - Pimelodus tetramerus Ribeiro & Lucena, 2006

  - Gattung Platysilurus
    - Platysilurus malarmo Schultz, 1944
    - Platysilurus mucosus (Vaillant, 1880)
    - Platysilurus olallae (Orcés, 1977)

  - Gattung Platystomatichthys
    - Platystomatichthys sturio (Kner, 1858)

  - Gattung Propimelodus
    - Propimelodus araguayae Rocha, de Oliviera & Rapp Py-Daniel, 2007
    - Propimelodus caesius Parisi, Lundberg & Donascimiento, 2006
    - Propimelodus eigenmanni (van der Stigchel, 1946)
- Sorubiminae
  - Gattung Zungaro
    - Zungarowels (Zungaro zungaro) Humboldt, 1821

  - Sorubim-Gruppe
    - Gattung Hemisorubim

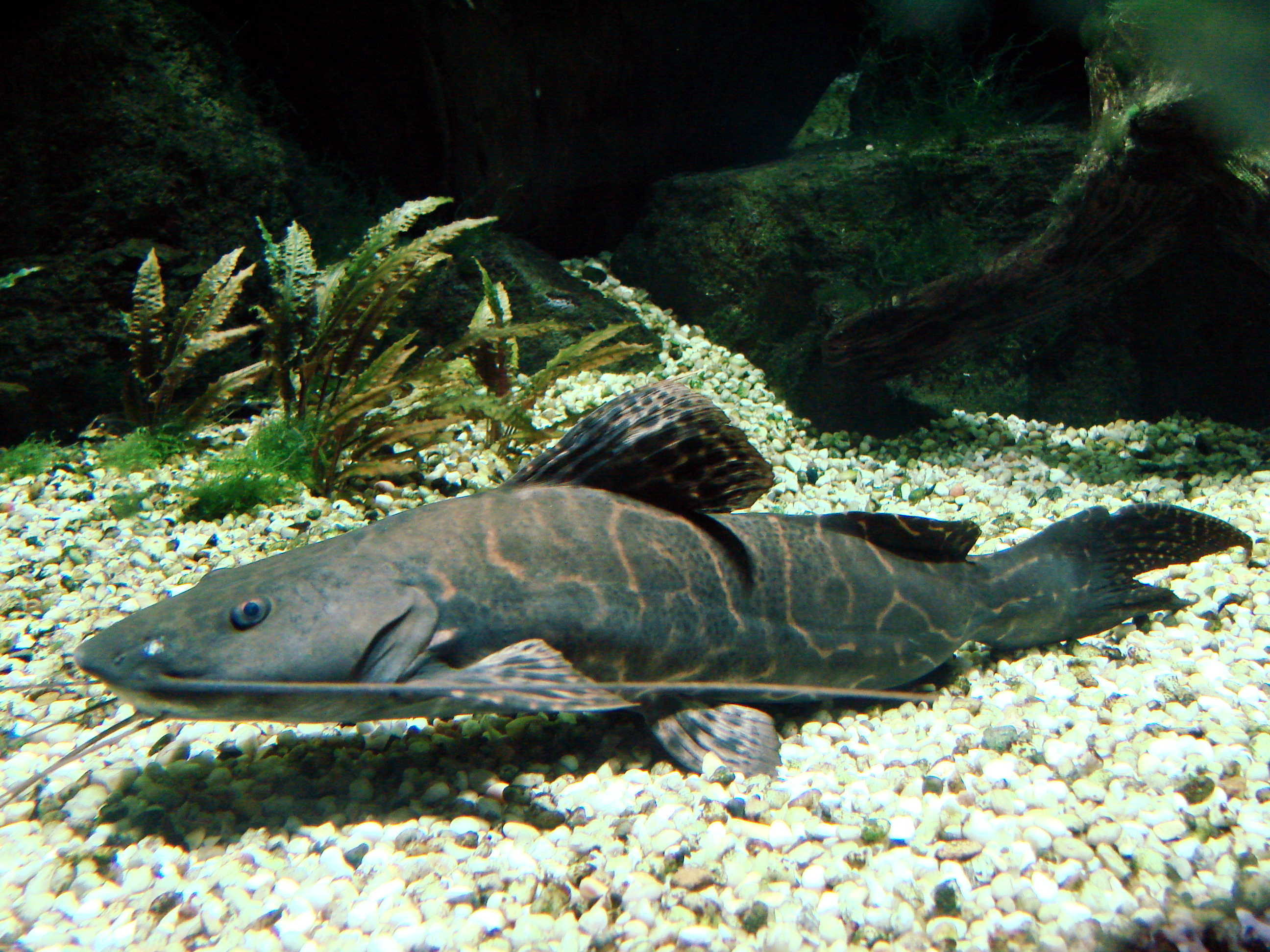
Leopardantennenwels (Perrunichthys perruno)

      - Hemisorubim platyrhynchos (Valenciennes, 1840)Leopardantennenwels (Perrunichthys perruno)

    - Gattung Perrunichthys
      - Leopardantennenwels (Perrunichthys perruno) Schultz, 1944

    - Gattung PseudoplatystomaSpatelwels (Sorubim lima)
    - Gattung Sorubim
      - Sorubim cuspicaudus Littmann, Burr & Nass, 2000
      - Sorubim elongatus Littmann, Burr, Schmidt & Isern, 2001

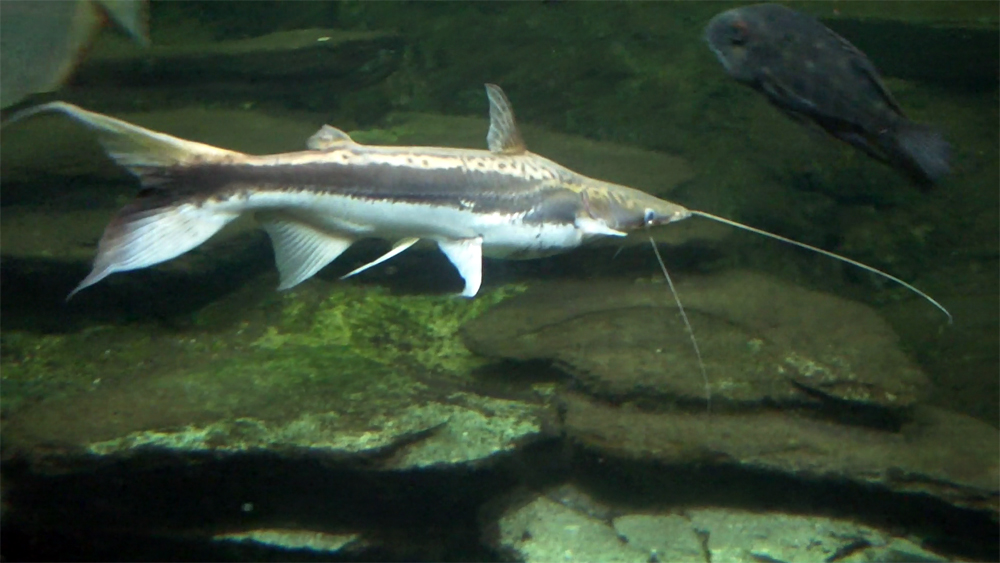
Spatelwels (Sorubim lima)

      - Spatelwels (Sorubim lima (Bloch & Schneider, 1801))
      - Sorubim maniradii Littmann, Burr & Buitrago-Suarez, 2001
      - Sorubim trigonocephalus Miranda-Ribeiro, 1920

    - Gattung Sorubimichthys
      - Sorubimichthys planiceps (Spix & Agassiz, 1829)

    - Tribus BrachyplatystomatiniOben Brachyplatystoma rousseauxii; unten eine unbestimmte Brachyplatystoma-Art
      - Gattung Brachyplatystoma

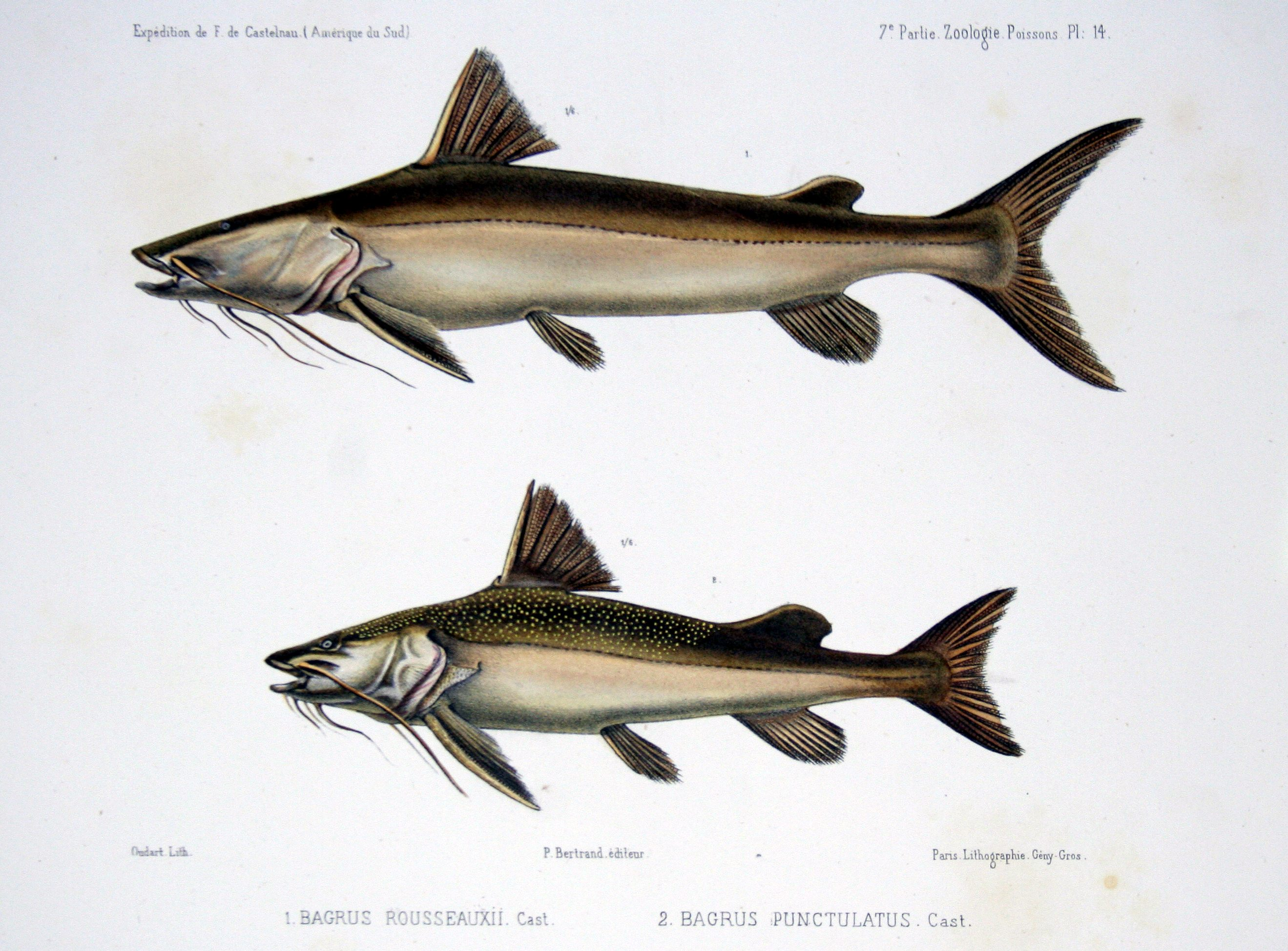
Oben Brachyplatystoma rousseauxii; unten eine unbestimmte Brachyplatystoma-Art

        - Untergattung Brachyplatystoma:
          - Brachyplatystoma juruense (Boulenger, 1898)
          - Brachyplatystoma platynemum Boulenger, 1898
          - Brachyplatystoma tigrinum (Britski, 1981)
          - Brachyplatystoma vaillantii (Valenciennes, 1840)

        - Untergattung Malacobagrus
          - Brachyplatystoma capapretum Lundberg & Akama, 2005
          - Riesenantennenwels (Brachyplatystoma filamentosum) (Lichtenstein, 1819)
          - Brachyplatystoma rousseauxii (Castelnau, 1855)

      - Gattung Platynematichthys
        - Platynematichthys notatus (Jardine & Schomburgk in Schomburgk, 1841)
- incertae sedis
  - Gattung Hypophthalmus
    - Hypophthalmus edentatus Spix & Agassiz, 1829
    - Hypophthalmus fimbriatus Kner, 1857
    - Hypophthalmus marginatus Valenciennes, 1840
    - Hypophthalmus oremaculatus Nani & Fuster, 1947

  - Gattung Megalonema
    - Megalonema amaxanthum Lundberg & Dahdul, 2008
    - Megalonema argentinum (MacDonagh, 1938)
    - Megalonema orixanthum Lundberg & Dahdul, 2008
    - Megalonema pauciradiatum Eigenmann, 1919
    - Megalonema platanum (Günther, 1880)
    - Megalonema platycephalum Eigenmann, 1912
    - Megalonema psammium Schultz, 1944
    - Megalonema xanthum Eigenmann, 1912

  - Gattung Zungaropsis
    - Zungaropsis multimaculatus Steindachner, 1908